# Adeonellopsis pentapora
Adeonellopsis pentapora är en mossdjursart som beskrevs av Ferdinand Canu och Ray Smith Bassler 1929. Adeonellopsis pentapora ingår i släktet Adeonellopsis och familjen Adeonidae. Inga underarter finns listade i Catalogue of Life.